# Cecilia Castro Burgos
Cecilia Castro Burgos (San Agustín del Guadalix, 21 de junio de 1997) es una deportista española que compite en taekwondo.
Ganó una medalla de bronce en el Campeonato Mundial de Taekwondo de 2022 y dos medallas en el Campeonato Europeo de Taekwondo, oro en 2022 y bronce en 2018.
En los Juegos Europeos de Cracovia 2023 consiguió una medalla de plata en la categoría de –67 kg.
Estudió Psicología en la Universidad Autónoma de Madrid.

## Palmarés internacional
| Campeonato Mundial | Campeonato Mundial       | Campeonato Mundial | Campeonato Mundial |
| Año                | Lugar                    | Medalla            | Categoría          |
| ------------------ | ------------------------ | ------------------ | ------------------ |
| 2022               | Guadalajara (México)     | Medalla de bronce  | –67 kg             |
| Juegos Europeos    |                          |                    |                    |
| Año                | Lugar                    | Medalla            | Categoría          |
| 2023               | Krynica-Zdrój (Polonia)  | Medalla de plata   | –67 kg             |
| Campeonato Europeo |                          |                    |                    |
| Año                | Lugar                    | Medalla            | Categoría          |
| 2018               | Kazán (Rusia)            | Medalla de bronce  | –73 kg             |
| 2022               | Mánchester (Reino Unido) | Medalla de oro     | –67 kg             |